# Alisa Drei
Alisa Drei (Moskou, 9 februari 1978) is een in Rusland geboren Finse kunstschaatsster. Ze nam eenmaal deel aan de Olympische Spelen, maar won bij die gelegenheid geen medailles.
Op 3-jarige leeftijd begon ze met kunstschaatsen. Haar ouders emigreerden naar Finland en ze kreeg de Finse nationaliteit. Ze woonde in Riihimäki en werd gecoacht door haar moeder Elena Drei-Koskinen.
Door knieproblemen zette ze op 14 december 2007 een punt achter haar sportieve loopbaan. Ze had een graad in psychologie aan de sport academy in Sint Petersburg. In februari 2008 begon ze in Espoo met het coachen van jonge kunstschaatsers.
| records             | punten | datum      | toernooi              |
| ------------------- | ------ | ---------- | --------------------- |
| Hoogste totaalscore | 141.91 | 15-11-2003 | Trophee Lalique 2003  |
| Hoogste korte kür   | 49.65  | 03-09-2004 | Nebelhorn Trophy 2004 |
| Hoogste lange kür   | 94.39  | 15-11-2003 | Trophee Lalique 2003  |

## Belangrijke resultaten
| Kampioenschap           | 1995 | 1996  | 1997 | 1998 | 1999   | 2000   | 2001   | 2002  | 2003 | 2004 | 2005   | 2006   | 2007  |
| ----------------------- | ---- | ----- | ---- | ---- | ------ | ------ | ------ | ----- | ---- | ---- | ------ | ------ | ----- |
| Olympische Spelen       |      |       |      | 21e  |        |        |        |       |      |      |        |        |       |
| Wereldkampioenschap     |      |       | 19e  | 25e  | 14e    | 15e    |        |       | 12e  |      |        |        |       |
| Europees Kampioenschap  |      |       | 18e  | 10e  | 9e     | 10e    | 19e    |       | 7e   | 7e   |        | 8e     | 6e    |
| WK junioren             | 13e  | 11e   |      |      |        |        |        |       |      |      |        |        |       |
| Nationaal Kampioenschap |      | Brons | Goud | Goud | Zilver | Zilver | Zilver | Brons | Goud | Goud | t.z.t. | Zilver | Brons |